# 2002 في الأردن
فيما يلي قوائم الأحداث التي وقعت خلال عام 2002 في الأردن.

## سياسة

### تعيين في المنصب
- 14 يناير – علي أبو الراغب رئيس وزراء الأردن.

### انتهاء فترة المنصب
- 14 يناير – علي أبو الراغب رئيس وزراء الأردن.

## أفلام
من الأفلام التي صدرت هذه السنة في الأردن:
- 1 يناير – حكاية عمانية

## وفيات

### أغسطس
- 30 أغسطس – زيد بن شاكر (مواليد 1934)